# حمد مبارك العطية
حمد مبارك العطية (مواليد 22 أغسطس 1972) لاعب كرة قدم قطري. شارك في بطولة الرجال في دورة الالعاب الاولمبية الصيفية 1992.